# يونس المنقاري
يونس المنقاري من مواليد 28 أبريل 1983  في الدار البيضاء لاعب كرة قدم يلعب في مركز وسط الميدان رفقة نادي الوداد الرياضي
بداياته كانت في مدرسة الوداد الرياضي الذي صعـد لفئة كباره عام 2001 وقضى معه ثلاث مواسم جيدة قبل أن تتم اعارته إلى نادي الكوكب المراكشي موسم 05/04 وبعد عودته من الإعارة ضمن مكاناً تابثاً في تشكيلة النادي الأحمر إلى غاية 2009 حين تمت اعارته إلى نادي الاتفاق السعودي ثم حول الوجهة في فترة اعارة أخرى سنة 2010 إلى نادي الخريطيات ، سنة 2010 ستشهد عودته إلى ناديه الأم الوداد البيضاوي والذي مازال يلعب معه حتى الآن

## المنتخب المغربي

### المنتخب الأول
لعب المنقاري رفقة المنتخب المغربي الأول 3 مباريات أولها كانت بتاريخ 17 فبراير 2004

### المنتخب المغربي المحلي
لعب رفقة المنتخب المغربي للاعبين المحليين 4 مباريات أولها كانت في 3 مايو 2008 ضد المنتخب الجزائري ضمن تصفيات كأس أمم إفريقيا للمحليين

## ملك البطاقات الصفراء
من المعروف عن يونس المنقاري أنه ربما أكثر لاعب في السنوات الأخيرة ينال البطاقات الصفراء حتى أنه يلقب بملك البطاقات الصفراء ، فعلى سبيل المثال فقد حصل في موسم 09/08 على 11 بطاقة صفراء في 22 مباراة رسمية في الدوري المغربي ودوري أبطال العرب  ، وفي موسم 13/12 حصل على 7 بطاقات صفراء في الدوري المغربي

## روابط خارجية
- يونس المنقاري على موقع الاتحاد الدولي (مؤرشف)  (الإنجليزية)
- يونس المنقاري على موقع قاعدة بيانات كرة القدم.إي يو (الإنجليزية)
- يونس المنقاري على موقع ناشيونال فوتبول تيمز (الإنجليزية)